# Henry M. Jackson
Henry Martin „Scoop” Jackson (ur. 31 maja 1912 r. w Everett, zm. 1 września 1983 tamże) – amerykański polityk i prawnik pochodzenia norweskiego, działacz Partii Demokratycznej. W latach 1941–1953 członek Izby Reprezentantów, a od 1953 aż do swojej śmierci Senator ze stanu Waszyngton. Dwukrotny kandydat na nominację prezydencką z ramienia Demokratów (1972, 1976), przewodniczący Krajowego Komitetu Partii Demokratycznej w latach 1960–1961. Henry Jackson uważany jest za jednego z głównych ideologów neokonserwatyzmu, współautor słynnej poprawki Jacksona–Weinicka z 1974 roku.

## Życiorys

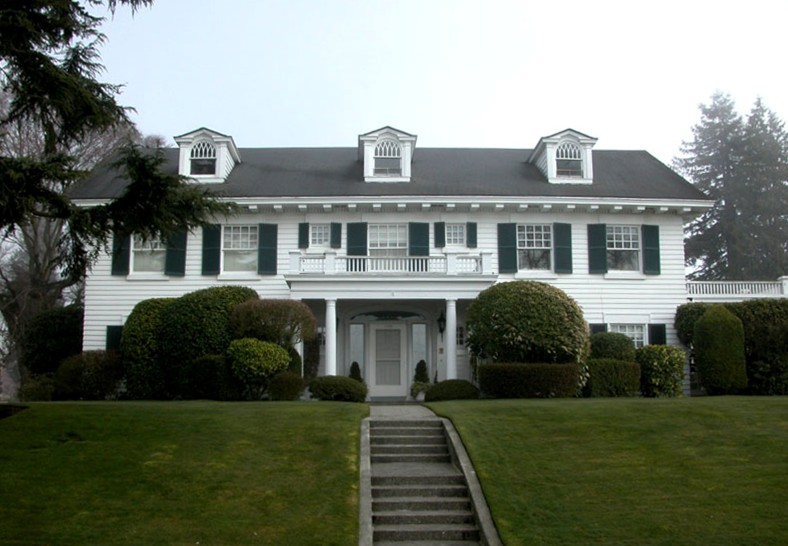
Dom Jacksona na Grand Avenue w Everett

Henry Martin Jackson urodził się w 31 maja 1912 roku w mieście Everett, w hrabstwie Snohomish, w stanie Waszyngton w północno-zachodniej części Stanów Zjednoczonych, jako syn norweskich imigrantów. Najmłodszy z piątki dzieci Petera Jacksona i Mariny Anderson. W 1935 roku, po ukończeniu studiów prawniczych jako absolwent Uniwersytetu Stanforda, rozpoczął praktykę adwokacką w Everett. Jako dwudziestokilkulatek został wybrany prokuratorem hrabstwa Snohomish, gdzie z powodzeniem ścigał przemytników alkoholu i hazardzistów. W 1940 roku zdobył mandat kongresmena do Izby Reprezentantów, natomiast w 1952 r. został wybrany do Senatu. W ciągu 30 lat w Senacie przewodniczył od 1977 roku Komisji Izby Reprezentantów Stanów Zjednoczonych ds. Zasobów Naturalnych, a także Stałej Podkomisji Śledczej. W 1972 i 1976 roku bez powodzeniu ubiegał się o nominację prezydencką partii Demokratycznej. Jego żarliwa postawa na rzecz interwencji w Wietnamie i utrzymywanie wysokiego finansowania obrony w czasie pokoju odróżniało go od innych prominentnych polityków demokratycznych. Chociaż był głęboko podejrzliwy wobec odprężenia ze Związkiem Radzieckim, był jednym z pierwszych zwolenników normalizacji stosunków z Chińską Republiką Ludową. Orędownik praw człowieka, jeden ze współautorów poprawki Jacksona–Weinicka, która uzależniała handel między Stanami Zjednoczonymi a Związkiem Radzieckim od złagodzenia przez Sowietów restrykcji dotyczących emigracji Żydów z ZSRR. W wyniku tego ustawodawstwa półtora miliona sowieckich Żydów wyemigrowało do Stanów Zjednoczonych i Izraela. Icchak Rabin stwierdził później, że emigracja Żydów z ZSRR nie byłaby możliwa, gdyby nie osobiste zaangażowanie Jacksona.
Wciąż służąc w Senacie, Jackson zmarł nagle 1 września 1983 roku, w wieku 71 lat. Odznaczony pośmiertnie przez Ronalda Reagana Prezydenckim Medalem Wolności.

## Kariera polityczna

### Kariera w Izbie Reprezentantów (1940–1952)
Jackson swoją karierę polityczną rozpoczął w 1940 roku sięgając po mandat w Izbie Reprezentantów. Mol Wallgren, który reprezentował Demokratów w izbie niższej Kongresu z 2. okręgu stanu Waszyngton zrezygnował i tym samym zwolnił miejsce na pełniony wcześniej urząd. Wallgren zachęcał Jacksona do ubiegania się o miejsce, ale finalnie w prawyborach wystartowało jeszcze pięciu innych demokratycznych działaczy. Kampanią Jacksona kierował niejaki John Salter, którego strategia polegała na agitacji „od drzwi do drzwi”. „Scoop” korzystał wówczas z fali popularności prezydenta Franklina Deltano Roosevelta poprzez opowiadanie się za programem „New Deal” oraz za federalną ustawą emerytalną. 4 listopada 1940 roku Demokraci pokonali swoich republikańskich przeciwników i tym samym wszystkie sześć miejsc na listach w stanie Waszyngton. Henry Jackson, który miał wówczas 28 lat, pokonał Republikanina Paytona Petersona wynikiem 57% głosów (66 314 do 49 209) i zasiadł jako najmłodsza osoba w historii Izby Reprezentantów.
Dwie pierwsze kadencje w Izbie Reprezentantów Jacksona przypadły na czas II wojny światowej. Po ataku Japończyków na Pearl Harbor ochotniczo wstąpił do armii amerykańskiej, jednakże w 1942 roku opuścił jej szeregi, gdy prezydent Roosevelt nakazał członkom Kongresu powrót do obowiązków legislacyjnych. Podobnie jak wielu polityków z Zachodniego Wybrzeża, Jackson zdecydowanie popierał politykę osiedlania Amerykanów pochodzenia japońskiego w obozach internowania. Publicznie później żałował swojej postawy. Odwiedził obóz koncentracyjny Buchenwald kilka dni po jego wyzwoleniu w 1945 roku. Wizytował także rodzinną Norwegię, gdzie obserwował repatriację do Rosji schwytanych przez nazistów żołnierzy Armii Czerwonej, którą wspominał:

Pamiętam, jak niechętna była większość Rosjan, by wrócić do Związku Radzieckiego. Wiedzieli, że będą mieli tam jeszcze mniej wolności.

W styczniu 1947 roku Jackson został powołany do Wspólnego Komitetu ds. Energii Atomowej (Joint Committee on Atomic Energy), którego pozostał aktywnym członkiem do jego rozwiązania w 1977 roku. W polityce wewnętrznej Henry Jackson był zdecydowanym zwolennikiem Nowego Ładu (New Deal) Roosevelta i Sprawiedliwego Ładu (Fair Deal) Harry’ego Trumana. Zainspirowany modelem Norwegii i innych państw skandynawskich, polityk opowiadał się za narodowym ubezpieczeniem zdrowotnym i publicznym sektorem energetycznym.

### Kariera w Senacie (1953–1983)
W 1952 roku Jackson zrezygnował z mandatu w Izbie Reprezentantów, aby ubiegać się o jedno z miejsc w Senacie z list rodzimego stanu Waszyngton. Demokrata zdecydowanie pokonał republikanina Harry'ego P. Caina. W latach 50. był krytykiem awanturniczych metod senatora McCarthy'ego, które uważał, że nadają retoryce antykomunistycznej złą sławę. Odrzucając taktykę McCarthy'ego i jego rażąco przesadzone zarzuty, Jackson wraz z innymi Demokratami skrytykował administrację prezydenta Eisenhowera za ich zdaniem niewystarczające wydatki na obronność. Gorące poparcie Jacksona dla rozwoju broni nuklearnej przyniosło mu krytykę ze strony lewicowego skrzydła jego własnej partii, kiedy to pacyfistyczna aktywista z Seattle, Alice Franklin Bryant, bezskutecznie sprzeciwiła się mu w prawyborach Demokratów do Senatu w 1958 roku. 4 listopada 1958 roku pokonał republikańskiego pretendenta Williama B. Bantza (1918–2000) i tym samym wygrał drugą kadencję w Senacie. Jackson zdobył ponad dwie trzecie głosów, 67% (597 040 głosów) do 31% na Bantza (278 271 głosów).
W samym czasie był zwolennikiem ruchu praw obywatelskich. Podzielał poglądy Martina Luthera Kinga i wygłosił laudację w Senacie po jego śmierci w kwietniu 1968 roku.

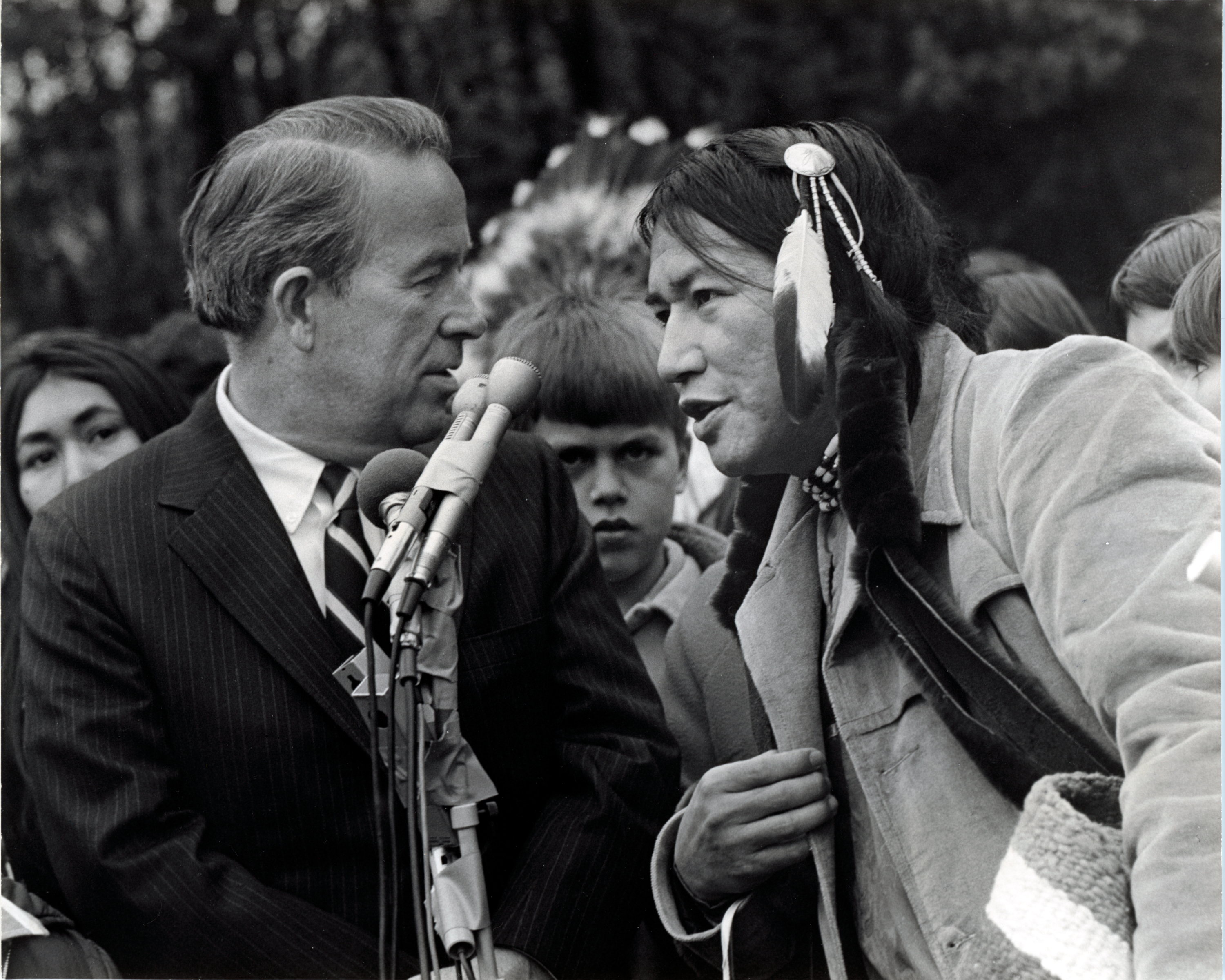
Henry Jackson i Bernie Whitebear w Fort Lawton (1971)

Podczas zasiadania w Senacie, Jackson wniósł znaczący wkład w ustanowieniu szeregu ustaw zakładających ochronę przyrody. Zwolennik szeregu proekologicznych ustaw, m.in.: Wilderness Act, National Seashore Act, Wild and Scenic Rivers Act, Alaska Lands Bill i datków do systemu parków narodowych. Był także założycielem Youth Conservation Corps – płatnego programu letniej pracy z młodzieżą na terenach parków narodowych. Jackson odegrał kluczową rolę w uchwaleniu ważnych przepisów dotyczących zarządzania zasobami naturalnymi i ziemiami Alaski. W 1971 roku wniósł znaczący wkład w uchwaleniu ustawy Alaska Native Settlement Claims Act, która zezwoliła na przekazanie 44 milionów akrów ziemi z powrotem rdzennym mieszkańcom Alaski. W związku z kryzysem energetycznym lat 70. poparł budowę ropociągu na Alasce i zaproponował 20 miliardów dolarów na produkcję energii w Stanach Zjednoczonych, w tym na węgiel i ropę łupkową, a także na energię słoneczną i jądrową. Dzięki jego staraniom przy Trans-Alaska Pipeline Bill, zaplanowano budowę 789-milowego rurociągu biegnącego z pól naftowych w Prudhoe Bay do Valdez w stanie Alaska.
Głęboki sceptyk polityki „odprężenia” relacji z ZSRR w wykonaniu Henry'ego Kissingera i Richarda Nixona. Jackson był jednym z czołowych opozycjonistów podpisania traktatu SALT I, który uważał, że obniży zdolności rakietowe USA.
Kiedy w 1975 roku prezydent Ford ogłosił, że nie zaprosi Aleksandra Sołżenicyna do Białego Domu z obawy przed rozgniewaniem Związku Radzieckiego, Jackson i grupa innych senatorów poprosili Sołżenicyna o wygłoszenie przemówienia w biurze na Kapitolu.

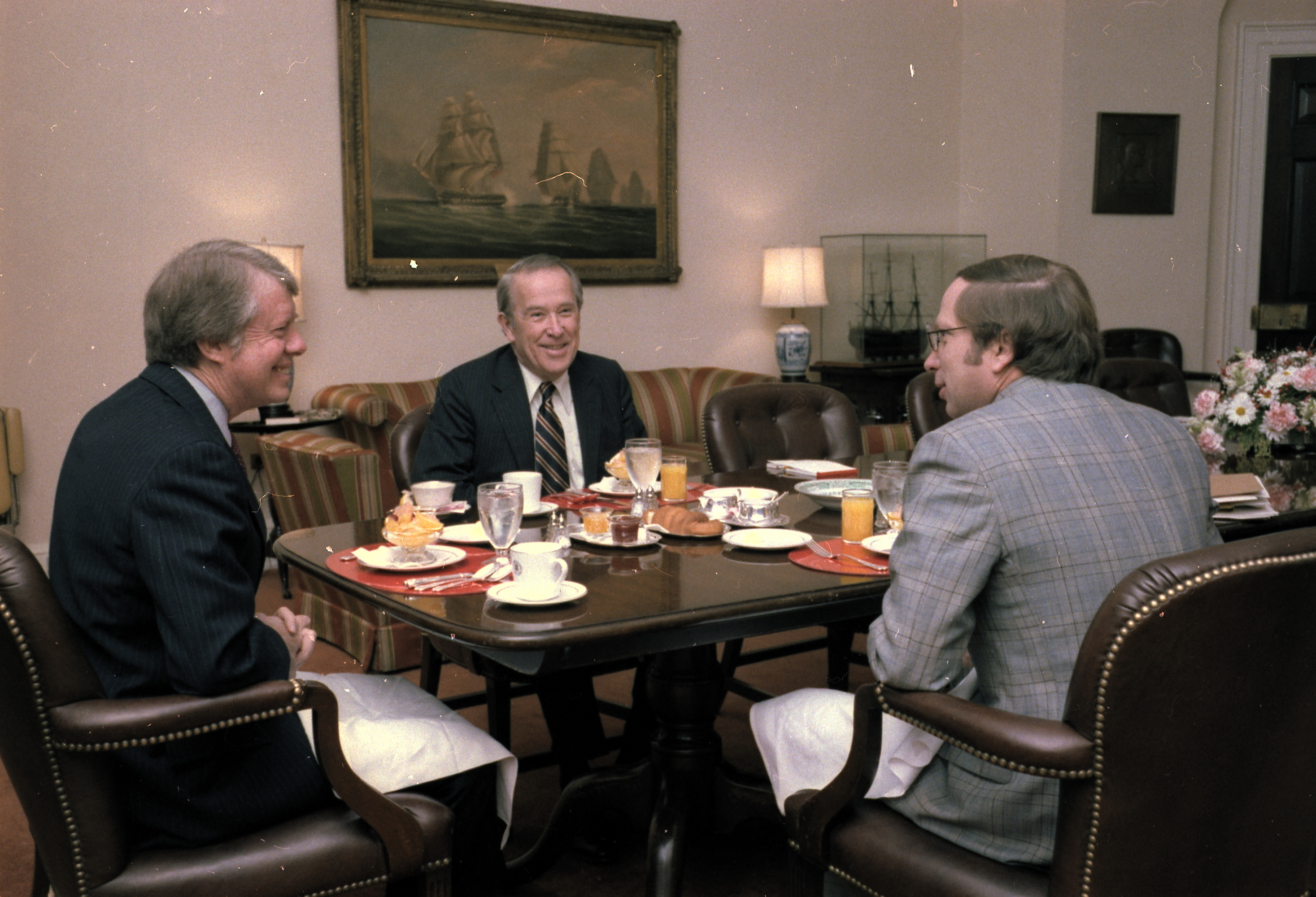
Henry Jackson na spotkaniu z Carterem (1977)

W 1976 roku ogłosił chęć wzięcia udziału w wyborach na prezydenta. Mając poparcie związków zawodowych, Jackson odniósł zwycięstwa w prawyborach w Massachusetts i Nowym Jorku, aczkolwiek jego kampania stanęła w martwym punkcie po przegranej w Pensylwanii z Jimmym Carterem, byłym gubernatorem Georgii. 1 maja 1976 publicznie ogłosił wycofanie swojej kandydatury.
Jackson przewodził również opozycji w Partii Demokratycznej przeciwko traktatowi SALT II i był jednym z czołowych orędowników zwiększonej pomocy zagranicznej dla Izraela. W trakcie wojny Jom Kipur współpracował z ówczesnym sekretarzem obrony Jamesem Schlesingerem, aby przypieczętować decyzję o przetransportowaniu drogą powietrzną niezbędnej broni i amunicji do poważnie zagrożonej armii izraelskiej. Trzy lata wcześniej, bo w 1970 roku Jackson zgłosił poprawkę, która upoważniała prezydenta Nixona do sprzedaży Izraelowi myśliwców F-4 Phantom II.

## Upamiętnienie
Szkoła Studiów Międzynarodowych na Uniwersytecie Waszyngtońskim nosi imię Henry'ego Jacksona. Marynarka Wojenna Stanów Zjednoczonych ochrzciła jego imieniem jeden ze swoich atomowych okrętów podwodnych – USS Henry M. Jackson. Think tank Jewish Institute for National Security of America przyznaje doroczną nagrodę im. Henry'ego M. „Scoopa” Jacksona za wybitną służbę. Wyróżnieni nagrodą zostali politycy m.in. tacy jak: Joe Lieberman, Dick Cheney, Paul Wolfowitz, John McCain. W 2005 roku na Uniwersytecie of Cambridge w Wielkiej Brytanii powstał instytut Henry Jackson Society, którego celem jest promowanie idei i dziedzictwa Jacksona na całym świecie, a także zwalczanie politycznego ekstremizmu, rozwijanie demokracji i urzeczywistnianie praw człowieka. W Jerozolimie jego imieniem nazwano jeden ze skwerów.